# Lyy
Lyy ist eine schwedische Folkmusik-Gruppe.
Die Band besteht aus Anna Lindblad (Geige), Emma Björling (Gesang), David Eriksson (Nyckelharpa), Martin Norberg (Schlagzeug) und Petrus Johansson (Gitarre). Sie spielen schwedische traditionelle und selbstgeschriebene Musikstücke.
Der Name der Gruppe ist aus regionalen Dialekten entlehnt und bedeutet etwa hör zu.

## Geschichte
Die Gruppe wurde im Oktober 2006 gegründet. In den ersten Jahren trat sie nur in Schweden auf, darunter bei allen bedeutenden Folkfestivals. Das erste Album Lyy wurde im Juni 2010 veröffentlicht. Seit 2011 sind Auftritte in Schottland, den Niederlanden, Belgien und Deutschland (u. a. beim Venner Folkfrühling 2012, Folkbaltica 2016), Finnland, Spanien, England, Norwegen, Ungarn sowie Kanada dazugekommen. Weitere Alben wurden 2012 und 2016 fertiggestellt.

## Diskografie
- 2010: Lyy
- 2012: Två
- 2016: Tre